# Jan Ljungqvist
Jan Martin Ljungqvist, född 10 september 1936 i Stockholm, är en svensk barn- och ungdomspsykiater.
Ljungqvist, som är son till ingenjör Stig Ljungqvist och May Millicent Grove, avlade studentexamen i Stockholm 1955, blev medicine kandidat vid Karolinska Institutet i Stockholm 1958, filosofie kandidat där 1959 och medicine licentiat där 1966. Han var tillförordnad underläkare på bland annat Söderby sjukhus och Nacka sjukhus 1961–1964, tillförordnad provinsialläkare i Tyresö distrikt och tillförordnad stadsläkare i bland annat Nacka stad 1962–1966, tillförordnad underläkare vid rättspsykiatriska kliniken i Stockholm 1963–1964, vid barn- och ungdomspsykiatriska kliniken på Danderyds sjukhus 1965–1966, underläkare vid psykiatriska kliniken där 1966–1967, underläkare vid barn- och ungdomspsykiatriska kliniken på Danderyds sjukhus 1967–1968, underläkare på Barnsjukhuset Samariten 1968–1969 och överläkare vid centralen för psykisk barna- och ungdomsvård i Handen från 1969. Han var ansvarig läkare för Mellansjö skolhem i Täby köping 1966–1970. Han var sekreterare i Stockholms läns underläkarförening 1968 och facklig sekreterare i Svenska föreningen för barn- och ungdomspsykiatri från 1970.